# 全北現代モータースの年度別成績一覧
全北現代モータースの年度別成績一覧（チョンブクヒュンダイモーターズのねんどべつせいせきいちらん）では、全北現代モータースの各年度ごとの成績を詳述する。

## 国際試合

### 公式戦（ACL他）
| 開催年 | 月日     | 大会名                 | 対戦相手               | 開催スタジアム                           | 結果  |
| ------ | -------- | ---------------------- | ---------------------- | ---------------------------------------- | ----- |
| 2016年 | 02月23日 | ACL2016 グループリーグ | FC東京                 | 全州ワールドカップ競技場                 | ○ 2-1 |
| 2016年 | 03月01日 | ACL2016 グループリーグ | 江蘇蘇寧               | 南京オリンピックスポーツセンター         | ● 2-3 |
| 2016年 | 03月15日 | ACL2016 グループリーグ | ビンズオン             | 全州ワールドカップ競技場                 | ○ 2-0 |
| 2016年 | 04月06日 | ACL2016 グループリーグ | ビンズオン             | ビン・ズオン・スタジアム                 | ● 2-3 |
| 2016年 | 04月20日 | ACL2016 グループリーグ | FC東京                 | 東京スタジアム                           | ○ 3-0 |
| 2016年 | 05月04日 | ACL2016 グループリーグ | 江蘇蘇寧               | 全州ワールドカップ競技場                 | △ 2-2 |
| 2016年 | 05月17日 | ACL2016 ラウンド16     | メルボルン・ビクトリー | メルボルン・レクタンギュラー・スタジアム | △ 1-1 |
| 2016年 | 05月24日 | ACL2016 ラウンド16     | メルボルン・ビクトリー | 全州ワールドカップ競技場                 | ○ 2-1 |
| 2016年 | 08月23日 | ACL2016 準々決勝       | 上海上港               | 上海体育場                               | △ 0-0 |
| 2016年 | 09月13日 | ACL2016 準々決勝       | 上海上港               | 全州ワールドカップ競技場                 | ○ 5-0 |
| 2016年 | 09月28日 | ACL2016 準決勝         | FCソウル               | 全州ワールドカップ競技場                 | ○ 4-1 |
| 2016年 | 10月19日 | ACL2016 準決勝         | FCソウル               | ソウルワールドカップ競技場               | ● 1-2 |
| 2016年 | 11月19日 | ACL2016 決勝           | アル・アイン           | 全州ワールドカップ競技場                 | ○ 2-1 |
| 2016年 | 11月26日 | ACL2016 決勝           | アル・アイン           | ハッザーア・ビン・ザーイド・スタジアム   | △ 1-1 |